# Lagartixa-doméstica-tropical
A lagartixa-doméstica-tropical ou lagartixa de parede, denominada cientificamente Hemidactylus mabouia (do grego hemi = metade; dactylos = referente às lamelas dos dedos; mabouia = sentimento de medo e repulsa, derivada da linguagem de tribos nativas da América), é uma espécie de lagarto de pequenas dimensões frequentemente encontrada nos lares brasileiros. Dependendo da região do Brasil, ela também pode ser conhecida como: vavadilo, briba, víbora, lapixa, crocodilinho de parede, maria-joaquina, lambioia, taruíra, labigó, tiquiri, osga, camaleão, lambisgoia, calango e calanguinho. Não é um animal venenoso e possui alta capacidade para escalar superfícies.
Considerada uma espécie exótica de origem africana, tem como distribuição geográfica a África, América do Sul, América Central e América do Norte. É muito comum em áreas urbanas, entretanto também pode ser encontrada em ambientes naturais. Geralmente se alimenta de insetos, possuindo uma grande importância ecológica como agente biológico no controle de pragas urbanas. É de hábito noturno, vive aproximadamente entre dois e cinco anos e a fêmea costuma colocar até dois ovos por ninhada. Apresenta como característica cores claras, quase transparentes, cabeça ovoide e pele sem escamas. Esse animal também possui uma grande capacidade de regeneração após “soltar” sua cauda, um fenômeno chamado de autotomia caudal. Há também outras espécies do gênero Hemidactylus conhecidas como lagartixa-doméstica, entre elas a Hemidactylus frenatus.

## Morfologia
Hemidactylus mabouia adulta possui em média comprimento de 6,79 cm (da ponta do focinho até a abertura cloacal) e seu peso costuma estar entre 4,6 e 5g. O corpo desses animais é robusto, curto, sem escamas e coberto dorsalmente por uma pele úmida e com pequenas protuberâncias (de origem glandular), as quais podem secretar um líquido viscoso. A coloração base varia entre branco acinzentado e marrom claro, muitas vezes quase transparentes; o dorso costuma alternar entre tons mais escuros e mais claros e pode apresentar de 3 a 6 listras pretas ou marrons (bandas transversais em formato de “V” com o ápice voltado para trás e que podem variar em largura). A superfície dorsal da cauda é frequentemente coberta de dez a treze faixas escuras, que podem mudar de cor em função da luz e da temperatura. A cabeça desses lagartos é arredondada. O tegumento (revestimento externo do corpo) é leve, flexível e resistente a dessecação. Também é diferenciado em relação aos demais répteis, pois apresenta algumas glândulas específicas e bastante expansão e contração de seus cromatóforos, o que permite alterar a sua coloração, sendo essa uma característica relacionada ao mimetismo e camuflagem.
Uma das peculiaridades das lagartixas é a presença de “adesivos” nas pontas dos dedos: além das garras utilizadas para escalar superfícies, as lagartixas também possuem lamelas na parte ventral destes dedos, onde estão presentes centenas de estruturas adesivas menores ainda, que permitem que elas se fixem em substratos lisos como vidros, por exemplo. Dessa forma, quando a lagartixa escala uma superfície, essas estruturas se abrem gerando aderência, por isso é muito comum encontrar esses animais nos tetos e paredes. Essa aderência pode ser explicada por forças intermoleculares, chamadas na física de ligações de Van Der Waals.

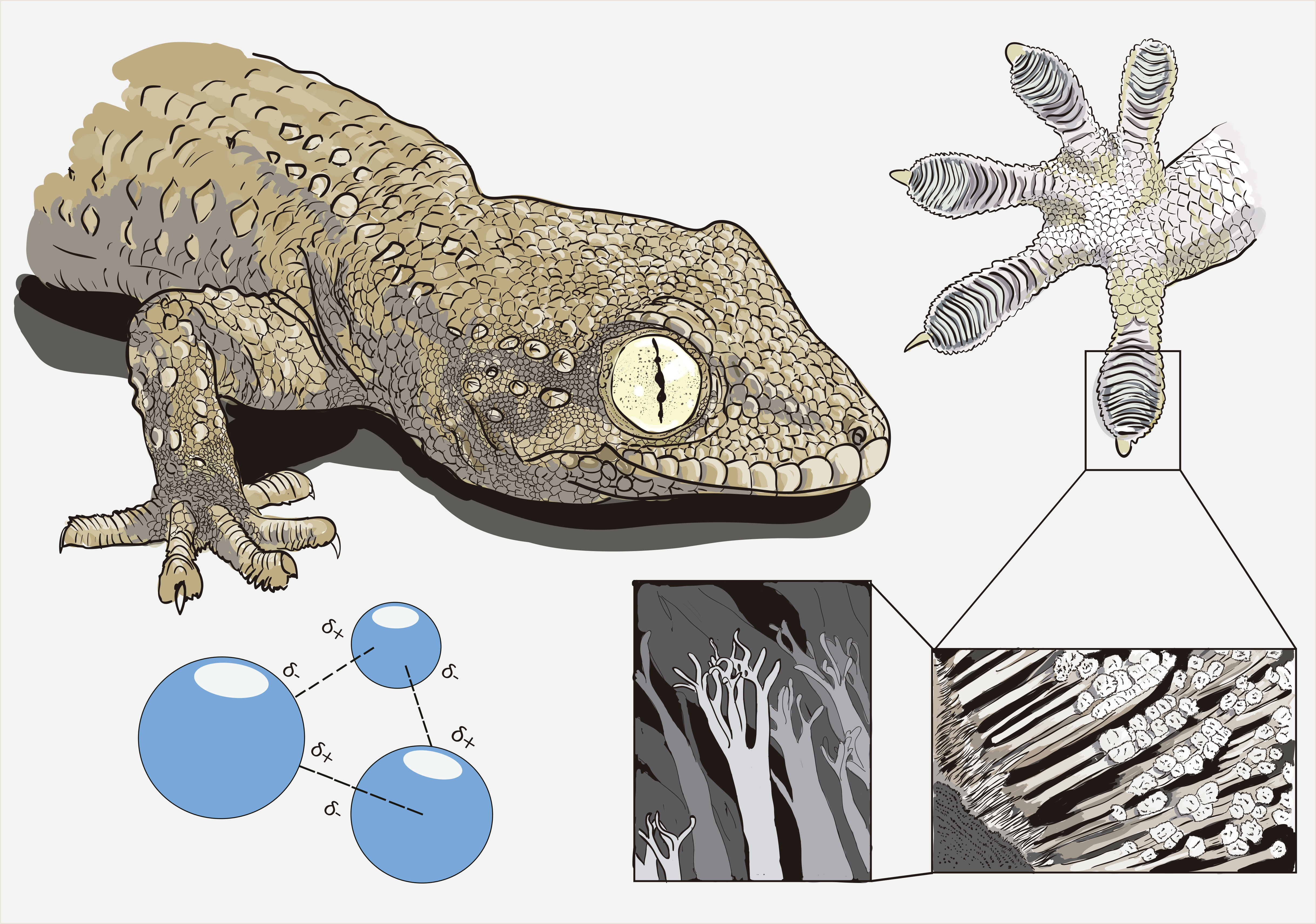
Ilustração esquemática das ligações de Van Der Waals em Gekkonidae

O coração desta lagartixa, assim como o da maioria dos outros répteis não crocodilianos, possui um seio venoso, dois átrios e um ventrículo que é incompletamente separado, permitindo que ocorra a mistura parcial do sangue oxigenado com o desoxigenado.
O trato digestório apresenta um esôfago relacionado com a captura e transporte do alimento para o estômago; ao longo de sua extensão ocorre a limpeza de partículas remanescentes. O estômago apresenta função de armazenamento e digestão de proteínas. O intestino se iguala ao apresentado pelos demais répteis.
Esses animais não possuem pálpebras, apenas uma membrana, e hidratam seus olhos com o auxílio da língua. Devido ao modo de vida noturno, as lagartixas possuem adaptações ópticas, como olhos maiores e pupilas mais largas.

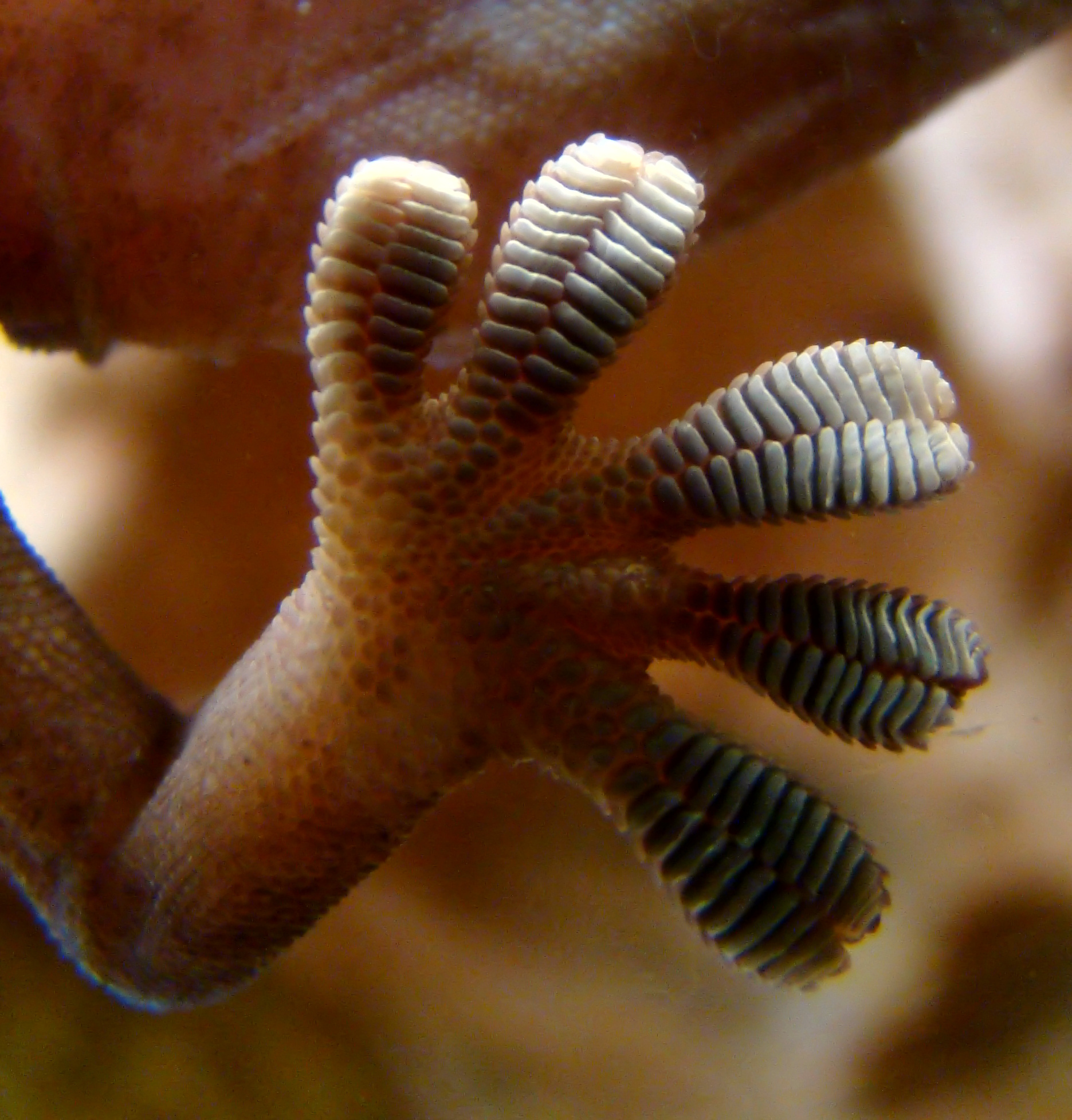
Imagem evidenciando as lamelas em dígitos da pata de Gekkonidae

H. mabouia não apresenta diferenças significativas de tamanho entre machos e fêmeas (do focinho a cloaca), nem em seu padrão de coloração ou peso corporal. Já o tamanho da cabeça está relacionado com o dimorfismo sexual desta espécie. Um estudo demonstrou que os machos possuem maior tendência de possuírem cabeças maiores e mandíbulas mais proeminentes, característica que poderia ser explicada por algumas hipóteses: um macho com cabeça maior teria mais vantagem em uma luta do que um macho de menor tamanho; os machos poderiam consumir presas maiores e mais difíceis de serem consumidas pelas fêmeas (diminuindo a competição intersexos); cabeças maiores com mandíbulas também maiores permitiriam que durante a cópula a mordida do macho na fêmea fosse mais eficiente, garantindo a fertilização. Além disso, outra maneira de diferenciá-los é que os machos podem apresentar um maior número de poros femorais (estrutura relacionada a glândulas secretoras que liberam feromônios para atrair parceiros ou marcar território) em relação às fêmeas, entretanto esses poros são difíceis de se observar a olho nu.
Diferentemente de alguns répteis, que possuem determinação sexual regulada pela temperatura, em H. mabouia a determinação sexual é por fatores genéticos. As fêmeas possuem a capacidade de armazenar espermatozoides, o que é considerado uma característica ancestral de Squamata.

## Habitat

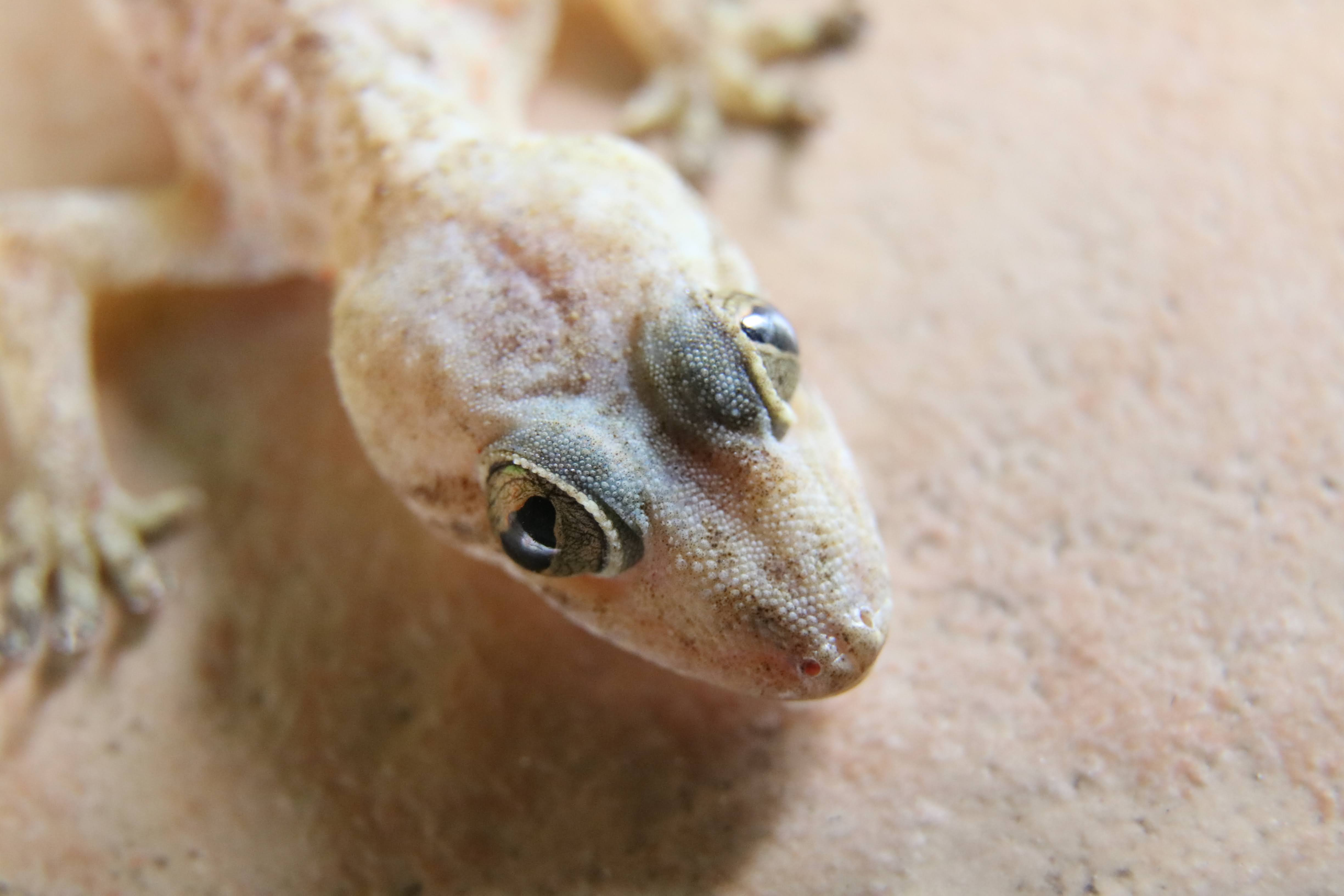
Detalhe

A lagartixa-doméstica-tropical é extremamente comum em áreas urbanas e, como o seu nome popular sugere, ela vive geralmente dentro de casas, porém também pode ocorrer em ambientes naturais não antrópicos (locais sem interferência humana), como a Floresta Amazônica, a Mata Atlântica, incluindo as restingas, o Cerrado, a Caatinga e algumas ilhas da costa brasileira. Seus hábitats incluem áreas arenosas, áreas de mata perto de praias, troncos de árvores e as paredes externas de casas.
H. mabouia é dita como uma espécie exótica e atualmente existem duas hipóteses de como essa espécie originária do continente africano chegou às demais localidades: uma sugere que esses animais chegaram à América através de balsas naturais movidas pela corrente marítima e outra que essa migração aconteceu juntamente com navios que traziam pessoas no período da escravidão.

## Alimentação

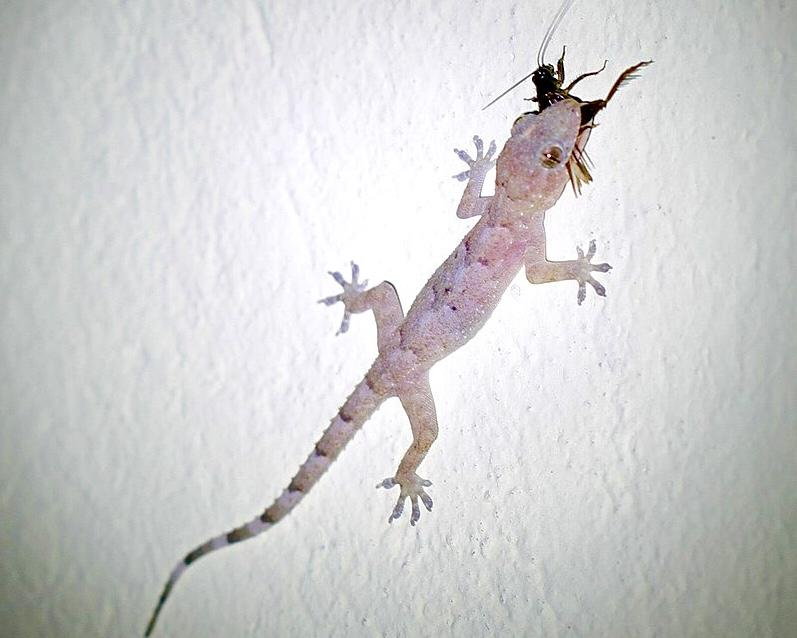
H. mabouia predando um inseto

Em ambientes urbanos esses animais se alimentam principalmente de artrópodes como aranhas, besouros, traças, moscas e mosquitos que podem ser capturados próximos de lâmpadas e na parede, por exemplo. Os dípteros e himenópteros (insetos, ambos de grupos alados) tendem a ser atraídos pela iluminação artificial das residências e costumam ser os mais predados. As populações não urbanas apresentam um comportamento generalista e oportunista, alimentando-se de qualquer variedade de insetos que esteja disponível; estudos demonstram que aranhas, ortópteros, homópteros e larvas eruciformes (lagartas) são importantes fontes de alimentação nesses ambientes. O canibalismo é uma prática que já foi registrada para esta espécie, entretanto os fatores que podem influenciar neste ato ainda não foram estabelecidos.

## Reprodução

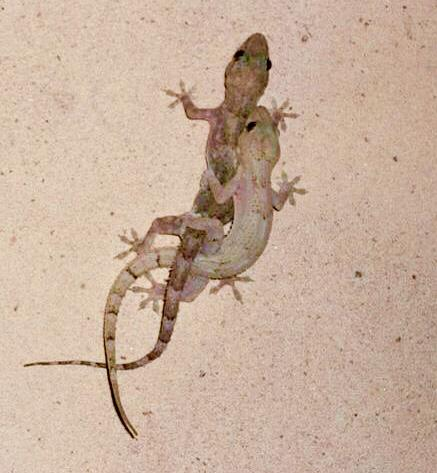
Cópula de H. mabouia.

Esses animais apresentam como estratégia reprodutiva a poliginandria, que consiste na existência de uma relação exclusiva de dois ou mais machos com duas ou mais fêmeas, onde geralmente os machos estão em menor número.
O reconhecimento do sexo oposto para iniciar a cópula envolve um sistema de percepção multifatorial para integrar as informações, como odores e sinais visuais. Machos emitem sons e feromônios que atraem as fêmeas, que podem ou não demonstrar receptividade. Se as fêmeas rejeitam o cortejo esse sinal é demonstrado mordendo e chicoteando suas caudas nos machos. Caso a fêmea aceite o cortejo, ocorre a cópula: como a fertilização é interna, as fêmeas permitem serem montadas e os machos introduzem seu hemipênis (órgão copulatório presente na cloaca, característico de lagartos) na região cloacal das fêmeas. A  reprodução de H. mabouia ocorre durante todo o ano, contudo em estações úmidas a fêmea aumenta a sua frequência reprodutiva. O período de incubação dessa espécie ainda é desconhecido e o intervalo máximo já registrado entre o encontro dos ovos até a eclosão foi de 77 dias, sendo o tempo médio de eclosão de 56 dias.

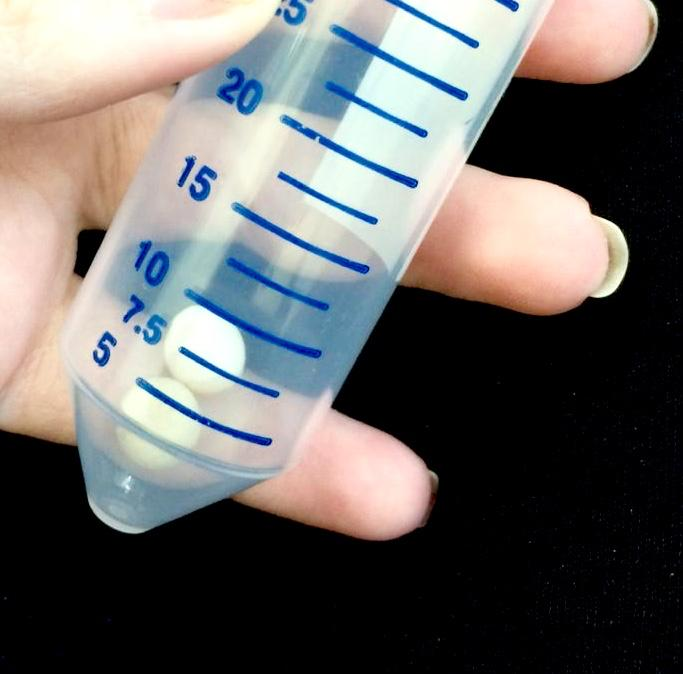
Ovos de Gekkonidae

As fêmeas colocam de um a dois ovos por gestação, os quais possuem tamanho médio de 1 cm; as cascas são de carbonato de cálcio, arredondadas e brancas, com função de proteger o embrião contra a dessecação. Os ovos costumam ser macios e grudentos e são depositados em fendas, o que se acredita ajudar a prevenir a predação. Uma característica interessante é que é possível identificar os ovos na superfície ventral das fêmeas, pois a pele dessa região é praticamente transparente.
Os filhotes das lagartixas tropical têm peso ao nascer de 0,20-0,35 g, com média de 0,24 g, apresentam comprimento médio (focinho a abertura cloacal) de 2,31 cm. Demora de 6 a 12 meses para ambos os sexos atingirem a maturidade sexual, sendo a maturidade baseada no tamanho e não na idade dos indivíduos.

## Comportamento
Lagartixas são répteis, portanto são animais ectotérmicos, ou seja, que utilizam fontes externas de calor para aquecer seus corpos e desempenhar suas funções fisiológicas. O ambiente térmico noturno é mais homogêneo e oferece um conjunto limitado de micro-hábitats para a regulação da temperatura corpórea dos lagartos, por isso esses animais devem fazer um balanço entre a escolha dos melhores locais de forrageamento e de termorregulação contra os riscos que são associados com a predação. A família a que pertence Hemidactylus mabouia, a Gekkonidae, apresenta modo de forrageamento sedentário, conhecido como “senta e espera”, entretanto alguns comportamentos de predação ativa já foram observados para essa espécie.
Muitas vezes o comportamento das lagartixas depende do sexo e da idade. Os machos costumam arquear suas costas, morder e agitar a língua para cortejar a fêmea. As fêmeas costumam agitar suas caudas mais frequentemente que os machos. Um estudo demonstrou que machos adultos costumam estar localizados no solo durante a alimentação, enquanto os juvenis ficam em posição mais alta. Neste caso, tal característica seria explicada porque lagartixas são territorialistas e os jovens evitariam conflitos com os mais velhos para obtenção de alimento.
Os sinais químicos (feromônios) são usados por esses lagartos para comunicação, geralmente para demarcação de território, sinalização de dominância e quando a fêmea está pronta para acasalar, por exemplo.
Lagartixas podem emitir sons, que variam de cliques até assobios, cacarejos suaves e notas mais agudas. Os machos costumam emitir sons durante o cortejo, seguido da liberação de feromônios.
Durante brigas, os machos, principalmente, apresentam como comportamento entrelaçar suas mandíbulas e tentar afogar a cabeça do oponente. Isso pode ser seguido de mordidas, movimentações da cauda e saltos. Além disso, eles emitem um chiado de baixa frequência durante o ato.

## Autotomia e regeneração caudal
Lagartos podem apresentar autotomia (auto = voluntário, próprio e tomia = partir, cortar) caudal; assim, quando ameaçada, durante uma briga ou tentativa de predação, por exemplo, a lagartixa é capaz de liberar um pedaço da própria cauda, que continua se movendo por um tempo até gastar todo o ATP das células, chamando a atenção e causando distração ao predador, aumentando a sua probabilidade de fuga (muitas vezes, o predador acaba se alimentando desse pedaço da cauda que foi solto). Essa mutilação espontânea ocorre quando o lagarto contrai os músculos da cauda em pontos de fratura, onde as articulações entre as vértebras é mais frouxa. Esse processo conta ainda com mecanismos para evitar a perda de sangue e todos os tecidos – vasos, músculos, nervos etc. – são mais facilmente desconectados nesses locais.
Após o processo de autotomia a cauda se regenera, entretanto, morfologicamente, a nova cauda será diferente da original. Em vez de vértebras ossificadas, a cauda regenerada é suportada por uma haste cartilaginosa sem os pontos de rompimento. Esse novo rabo geralmente será menor, mais grosso ou torto. Existem evidências de que, se cortada involuntariamente, pode ocorrer regeneração desta segunda cauda. O tempo de regeneração pode variar de acordo com o metabolismo do animal, levando uma média de três semanas.
Além dos benefícios proporcionados ao animal, é importante também citar os custos envolvidos no processo de autotomia caudal, já que a energia para a regeneração da cauda pode ser deslocada do crescimento somático e da reprodução, ou seja, indivíduos jovens podem ter um crescimento mais lento, enquanto que as fêmeas irão produzir menos ovos durante o período reprodutivo. Além disso, uma lagartixa que acaba de perder a sua cauda pode ficar mais vulnerável à predação futura, já que perdeu uma parte do corpo que desempenha outras funções; por exemplo, a cauda pode servir como um indicador de status social, como contrapeso durante a locomoção, um local de armazenamento de energia e para dar suporte durante a escalada.

## Interação e importância ecológica
Como dito anteriormente, Hemidactylus mabouia é uma espécie exótica e, por isso, alguns efeitos ecológicos da invasão de espécies de Hemidactylus já foram descritos. Por exemplo, na Flórida, foi observado que a chegada recente de H. mabouia levou a um rápido declínio de uma outra espécie exótica presente anteriormente (H. garnotii) em áreas urbanas. Interações dessa espécie com a fauna brasileira foram registradas, porém mais estudos são necessários para avaliar com mais precisão os potenciais impactos dessas interações.
O parasitismo também é uma interação encontrada nesta espécie de lagartixa, uma vez que a fauna de helmintos associada a H. mabouia em ambientes urbanos é extensa e constituída por nematódeos, trematódeos, cestódeos, acantocéfalos e pentastomídeos. Além disso, um importante aspecto relacionado à importância ecológica deste lagarto é o seu potencial como agente biológico no controle de pragas urbanas, predando escorpiões e a aranha-marrom, Loxosceles intermedia, por exemplo.
As lagartixas domésticas não foram avaliadas por órgãos de conservação. Esses animais foram, em muitos países, introduzidos acidentalmente há centenas de anos e estudos sugerem que eles coexistem com outras espécies de lagartos nativos e que ocorre divisão de recurso. Portanto, não há nenhuma medida de conservação ou erradicação em vigor.